# Papyrus 107
Papyrus 107 (nach Gregory-Aland mit Sigel {\displaystyle {\mathfrak {P}}}107 bezeichnet) ist eine frühe griechische Abschrift des Neuen Testaments. 

## Beschreibung
Dieses Papyrusmanuskript des Johannesevangeliums enthält nur die Verse 17,1–2; 17,11. Mittels Paläographie wurde es auf das 3. Jahrhundert datiert.

## Text
Der griechische Text des Kodex repräsentiert den Alexandrinischen Texttyp. Der Text stimmt mit Codex Washingtonianus überein.

## Aufbewahrungsort
Die Handschrift wird zurzeit in der Bodleian Art, Archaeology and Ancient World Library unter der Signatur P. Oxy. 4446 in Oxford aufbewahrt.

### Abbildungen
- P.Oxy.LXIV 4446 "POxy: Oxyrhynchus Online"
- {\displaystyle {\mathfrak {P}}}107 recto, Johannes 17,11
- {\displaystyle {\mathfrak {P}}}107 verso, Johannes 17,1-2

### Offizielle Registrierung
- „Fortsetzung der Liste der Handschriften“ Institut für Neutestamentliche Textforschung, Universität Münster. (PDF-Datei; 147 kB)